# Андора на Летњим олимпијским играма 1980.
Андори је учешће на Олимпијским играма 1980. у Москви, било друго на Летњим олимпијским играма. На ове игре Олимпијски комитет Андоре је послао тројицу спортиста који су се такмичили у једном спорту. Спортисти Андоре нису освојили ниједну медаљу. 

## Учесници по дисциплинама
| Спорт      | Мушкарци | Жене | Укупно |
| ---------- | -------- | ---- | ------ |
| Стрељаштво | 2        | 0    | 2      |
| Укупно(1)  | 2        | 0    | 2      |

## Резултати по дисциплинама

### Стрељаштво

#### Мушкарци
| Стрелац         | Дисциплина | Резултат | Место    | Белешка                                      |
| --------------- | ---------- | -------- | -------- | -------------------------------------------- |
| Francesco Gaset | Трап       | 184      | 24/34    | Архивирано на веб-сајту (27. септембар 2007) |
| Хуан Томас      | Трап       | 181      | 26-27/34 | Архивирано на веб-сајту (27. септембар 2007) |